# Zandvoortse Golfclub Sonderland
De Zandvoortse Golfclub Sonderland is een Nederlandse golfclub in Zandvoort.

## Geschiedenis
Zandvoortse Golfclub Sonderland is op 10 mei 1988 opgericht eerst onder de naam ZHC-golf en ondergebracht als "gast" bij de accommodatie van de Zandvoortse Hockeyclub (ZHC). Er werd gespeeld vanuit de duinen naar de hockeyvelden van ZHC en later kwamen daar de voetbalvelden van de ZSV Zandvoortmeeuwen en Zandvoort’75 nog bij. 
Door de sterke groei van de hockeysport en golfsport in de jaren 90 kwamen elkaars belangen steeds verder in het nauw. Medio 1995 is besloten door de golfafdeling om een eigen weg in te slaan onder de naam Zandvoortse Golfclub Sonderland. Er werd een nieuw onderdak gevonden bij de Zandvoortse handbalvereniging. Vanaf dat moment was het streven om in Zandvoort een eigen golfbaan aan te leggen.
Open Golf Zandvoort (in opdracht) had eveneens een plan voor de aanleg van een 9 holes baan ingediend bij de gemeenteraad van Zandvoort. Op 3 april 1999 nam de Gemeente Zandvoort de beleidsbeslissing voor de aanleg van een golfbaan op de voormalige voetbalvelden van Zandvoort '75 en een deel van het oude circuit. De gemeenteraad koos Open Golf Zandvoort als exploitant van de aan te leggen golfbaan en de Zandvoortse Golfclub Sonderland kreeg de exclusieve gebruikersrechten van de golfbaan.
Op 30 mei 2001 werd de laatste wedstrijd op de voetbal velden gespeeld en kort daarna werden de eerste wedstrijden gespeeld op de tijdelijke holes, aangelegd op het terrein de huidige driving range. De aanleg van de 9 holes golfbaan was inmiddels gestart. In januari 2003 werd onze eerste wedstrijd gespeeld op de nieuwe baan over en door de schitterende duinen van Zandvoort.
De Nederlandse Golffederatie (NGF) verleende de club op 1 januari 2004 de C-status en vanaf deze toekenning werden aan NGF-competities deelgenomen. In 2012 en 2013 wonnen zowel het eerste als het tweede team hun poule wedstrijden. In 2015 werd het eerste team, na winst in hun poule, verdienstelijk tweede in de landelijke finale van C-clubs 18 holes.